# 코워군

비엘코폴스카주 지도에 표시된 코워군의 위치

코워군(폴란드어: powiat kolski)은 폴란드 비엘코폴스카주에 위치한 군으로 군청 소재지는 코워이며 면적은 1,011.03km2, 인구는 88,244명(2010년 기준), 인구 밀도는 87명/km2이다.
북쪽으로는 쿠야비포모제주 라지에유프군, 브워츠와베크군, 동쪽으로는 우치주 쿠트노군, 웽치차군, 남동쪽으로는 우치주 포뎅비체군, 남쪽으로는 투레크군, 서쪽으로는 코닌군과 접한다. 11개 지방 자치체(1개 도시, 3개 도시형 농촌, 7개 농촌)를 관할한다.

군기
군 문장